# シュワイザー SGS 2-25
SGS 2-25
1954年、グレート・ハックローで開催された世界滑空選手権に出場中のSGS S-25
- 用途：競技用（オープンクラス）
- 分類：グライダー
- 設計者：アーネスト・シュワイザー[1]
- 製造者：シュワイザー・エアクラフト[2][3]
- 運用者： アメリカ合衆国 世界滑空選手権代表
- 初飛行：1954年
- 生産数：1

シュワイザー SGS 2-25（Schweizer SGS 2-25）は、シュワイザー・エアクラフトが製造した中翼、複座、2人乗りの競技用グライダー。1954年の世界滑空選手権出場のために製造され、1956年の大会にも出場したが、商業的には成功せず1機の製造にとどまった。

## 開発
1954年、第5回世界滑空選手権において初めて複座部門が設けられた。単座部門に2機、複座部門に1機の出場が各国に認められていた。
2-25は、シュワイザー・エアクラフトにとっては高性能複座グライダーの新計画であり、世界滑空選手権をデモンストレーションの場とし、受注を得ることを望んでいた。
翼幅60フィート（18.29m）、有効搭載量1450ポンド（657kg）の総金属製の機体は、シュワイザー・エアクラフトがそれまでに製造した最大の機体であり、主翼には上面2基、下面1基のスポイラーが設けられた。1953年から翌年にかけての冬季に製造され春には初飛行を遂げたが、受注を得ることが出来なかったため型式証明は取得せず登録番号N91892の1機のみが実験機のカテゴリーで登録されるにとどまった。

## 運用

### 第5回世界滑空選手権
1954年にイギリスの、グレート・ハックローで開催された第5回世界滑空選手権では、シュワイザー・エアクラフトがアメリカ合衆国代表の全ての機体を供給しており、単座部門ではSGS 1-23Dをポール・マクレディに、SGS 1-23Eをポール・シュワイザーに、SGS 2-25をスタン・スミス（Stan Smith）とボブ・キダー（Bob Kidder）にそれぞれ供給した。これらの機体は、モントリオールからリヴァプールへ船便で送られた。
アメリカ合衆国代表は全競技に出場し、マネージャー、気象学者を含むスタッフも抱えていたが資金不足により、ほとんどの人員は自費で渡航することになった。天候は50年以上にわたる世界滑空選手権の中でも最悪であり、雨と低い雲の影響で7月20日から8月4日までの14日間の競技期間中、飛行が可能であったのは僅か4日のみであった。開催前に行われたルート習熟のための軽飛行機による飛行も高度を稼げず、視界も悪かったため再三ルートから外れる結果となった。
2日目までは飛行に適した気象条件であり、続く1週間は雨であった。2日目は、今回最高の条件であり、この日には2位に付けた。3日目には最高の成績を収めていたが、他のチームが条件に満たず記録は無効となった。
3日目の着陸で滑走路をはみ出し、木製フェンスに衝突して機体が損傷した。フェンスの桁はキャノピーの上に被さり、機体はフェンスの下に滑り込む形となった。キャノピーは破損しなかったもののパイロットは脱出できず、農家の助力を得てフェンスの桁を除去した後に、機体が引き出された。その時点での損傷は軽微であったが、輸送中に更なる損傷を負った。輸送途中で燃料切れを起こしたトレーラーは給油を行ったが、低い位置まで吊り下げられていたガソリンスタンドのポンプを覆うカバーに尾翼が接触して損傷したのである。これにより最終日に飛行不能となったため欠場、最終的に9機中3位の成績を収めた。

### ジェットストリーム計画
シュワイザー・エアクラフトで修復された2-25は、1955年のジェットストリーム計画に用いられた。これはアメリカ合衆国空軍ケンブリッジ研究所とカリフォルニア大学ロサンゼルス校気象学科の共同プロジェクトで、山岳波の研究を行うためにカリフォルニア州のシエラネバダ山脈での飛行を行うものであった。
2-25はこの計画にとって有用であり、期間中4日は高度40000フィートに到達するなど良好な飛行結果を残し、気流に乗って飛行することでデータを供給した。これによりなされた気圧上昇波（Pressure-jump wave）についての研究は、ジェットストリーム計画の一部であった。

### 第6回世界滑空選手権
1956年にフランスのサン・ヤンで開催された第6回世界滑空選手権では、ケンプ・トレガー（Kemp Trager）とジーン・ミラー（Gene Miller）が搭乗し、損傷することなく飛行し4位の成績を収めた。

### TG-1
その後2-25はジョージ・アーンツ・ジュニア（George Arents Jr）に売却され、数年間使用された後に空軍士官学校のグライダー課程へ寄贈された。2-25にはTG-1Aの型式番号が与えられた。登録番号N225AFとなった2-25は、長期間使用された。

## 収蔵
後に2-25は国立滑空機博物館に寄贈され、国立アメリカ空軍博物館に永久貸与されているが、連邦航空局には、2000年5月5日に破棄された記録が残されている。

## 要目
- 乗員: 2
- 全長: 18.3m （60ft）
- 翼幅: 18.29m（60ft 0in）
- 翼型: NACA翼型（英語版）43012A（翼根）、NACA 23009（翼端）
- 空虚重量: 332kg （732lb）
- 有効搭載量: 507kg （1,450lb）
- アスペクト比: 15.6:1
- 最大速度: 215km/h （134mph）
- 最大滑空比: 30:1（74km/hでの飛行時）
- 沈下速度: 132ft/分（0.67m/秒）
- 出典: [6]

## 注
1. ↑  型式番号TG-1は、第二次世界大戦期の訓練用グライダーフランクフォート シネマ（英語版）に使用されているため、混同に注意が必要。